# Abd al Kuri
Abd al Kuri (en àrab: عبد الكوري) és una illa rocosa del canal de Guardafui. Forma part de l'arxipèlag de Socotra, a la governació de Socotra del Iemen i es troba a uns 105 km al sud-oest de l'illa de Socotra. Està formada per granit i diorita recoberta per pedra calcària.

## Geografia
Gran part de l'illa és semidesèrtica, amb molt poca vegetació. Dues petites serralades de turons separades prop del centre ocupen la longitud de l'illa. La costa nord consta principalment d'una platja de sorra amb alguns punts rocosos, mentre que la costa sud està formada per penya-segats. El seu punt més alt, el mont Ṣāliḥ, s'aixeca fins als 700 msnm. La majoria dels habitants viuen de la pesca. Kilmia n'és el principal poble.

## Flora i fauna
L'illa acull diverses espècies vegetals endèmiques, com ara la Ruellia kuriensis i la Convolvulus kossmatii. També és la llar del pardal d'Abd al Kuri, amb una població estimada de menys de 1.000 exemplars. L'illa ha estat reconeguda com una Àrea important per a la conservació de les aus per la BirdLife International per la presència d'aquest pardal i per les colònies de cua de jonc bec-roig i baldriga persa.
Dues espècies de sargantanes, Mesalina kuri i Pristurus abdelkuri , reben el nom de l'illa.